# البهائية في السنغال
بدأت الديانة البهائية في السنغال بعد أن ذكر عبد البهاء، نجل مؤسس الديانة، أفريقيا كمكان ينبغي للبهائيين زيارته على نطاق أوسع. كان أول من وطأ قدمه أراضي غرب إفريقيا الفرنسية التي أصبحت فيما بعد السنغال في عام 1953. أُنتخبت أول جمعية روحية محلية للبهائيين في السنغال في عام 1966 في داكار. في عام 1975 انتخب المجتمع البهائي أول جمعية روحية وطنية في السنغال. يزعم البهائيون أن هناك 34 جمعية محلية في عام 2003. تشير أحدث تقديرات جمعية أرشيفات بيانات الدين في تقريرها الصادر عام 2005 إلى أن عدد سكان البهائيين السنغاليين يبلغ 24700 نسمة.

## المرحلة المبكرة

### ألواح عبد البهاء للخطة الإلهية
كتب عبد البهاء، ابن مؤسس الدين، سلسلة من الرسائل، أو الألواح، إلى أتباع الدين في الولايات المتحدة في عامي 1916 و1917؛ وقد جُمعت هذه الرسائل معًا في كتاب ألواح الخطة الإلهية. وقد ذكرت اللوحين الثامنة والثانية عشرة أفريقيا، وكتبتا في 19 أبريل/نيسان 1916، و15 فبراير/شباط 1917 على التوالي. لكن نشر الكتاب تأخر في الولايات المتحدة حتى عام 1919 ـ بعد نهاية الحرب العالمية الأولى ووباء الإنفلونزا الإسبانية. وقد تُرجمت هذه الألواح وتقديمها من قبل ميرزا أحمد سهراب في 4 أبريل 1919، ونشرت في مجلة نجم الغرب في 12 ديسمبر 1919. يذكر عبد البهاء سفر البهائيين "... وخاصة من أمريكا إلى أوروبا وأفريقيا وآسيا وأستراليا، ويسافرون عبر اليابان والصين. وبالمثل، قد يسافر المعلمون والمؤمنون من ألمانيا إلى قارات أمريكا وأفريقيا واليابان والصين؛ باختصار، قد يسافرون عبر جميع قارات وجزر العالم" و"... قد يمنح نشيد وحدة عالم البشرية حياة جديدة لجميع أبناء البشر، وينصب مسكن السلام العالمي على قمة أمريكا؛ وهكذا قد تنبض أوروبا وأفريقيا بالحياة بنسمات الروح القدس، وقد يصبح هذا العالم عالمًا آخر، وقد يصل الجسم السياسي إلى نشوة جديدة..."

### التأسيس والنمو
خلال الفترة الاستعمارية المتأخرة للمنطقة، وصل الدين البهائي لأول مرة. لوحظ أن النمو الواسع النطاق للدين في جميع أنحاء منطقة جنوب الصحراء الكبرى في أفريقيا بدأ في الخمسينيات من القرن العشرين. دخل أول البهائيين غرب أفريقيا الفرنسية في عام 1953 وتفرقوا في عدة مناطق - وكان لبيب أصفهاني أول بهائي يستقر في ما أصبح السنغال و سمي فارسًا من فرسان بهاء الله. وهو من جماعة البهائيين في مصر. وفي إبريل 1954م جاء شقيق أصفهاني حبيب للانضمام إليه. كان هناك أكثر من 1000 بهائي في جميع أنحاء شمال غرب أفريقيا  والتي نُظمت في جمعية روحية وطنية إقليمية بما في ذلك غرب أفريقيا الفرنسية في عام 1956. في عام 1959 تُقنت مراسم الزواج البهائي وكان أول زواج من هذا النوع بحضور يد القضية إينوك أولينغا.
لقد جاء النمو في المجتمع السنغالي جزئيًا من خلال الرواد وجزئيًا من خلال المتحولين. وفي أوائل عام 1962، أقامت عائلة روحاني أردكاني في السنغال لمدة ستة أشهر، وفي عام 1966 عادت للاستقرار بشكل دائم. أول بهائي من أصل سنغالي اعتنق الإسلام في مارس 1962. في عام 1963، ضمت مجتمعات غرب أفريقيا الفرنسية مجموعة صغيرة من البهائيين في داكار. وبمساعدة البهائيين من أصل غامبي في داكار، شكل المجتمع أول جمعية روحية محلية في داكار في 21 أبريل 1966. خلال معظم فترة الستينيات والسبعينيات من القرن العشرين، قامت هيرميون فيرا كينز دوغلاس إدواردز بتأليف رسائل لمجتمعات غرب إفريقيا الفرنسية السابقة بمناسبة أعيادهم التي تستمر تسعة عشر يومًا.
كان هناك بهائي آخر معروف ترك تأثيرًا في السنغال وخارجها - روبرت هايدن ، الذي أصبح بهائيًا في عام 1943، و سمي شاعر لوريت السنغالي في عام 1966 بعد فوزه بجائزة Grand Prix de la Poesie الأولى في مهرجان الفنون الزنجية العالمي الأول عام 1965 بحضور أكثر من عشرة آلاف شخص من سبعة وثلاثين دولة في 7 أبريل 1962 واستمر في الحصول على المزيد من الإشادة.
في عام 1975 انتخب المجتمع البهائي أول جمعية روحية وطنية في السنغال، وبحلول بداية عام 1978 كان هناك 30 جمعية محلية. انعقد أول مؤتمر إقليمي للبهائيين في منطقة كازامانس في عام 1979 بمشاركة من غامبيا والسنغال في ديسمبر 1978، وفي نهاية ذلك العام كان هناك 35 جمعية.

## المجتمع الحديث
منذ نشأتها، كان للدين دور في التنمية الاجتماعية والاقتصادية بدءًا من منح المزيد من الحرية للنساء، وترويج تعليم الإناث باعتباره أولوية، وقد عُبر عن هذه المشاركة عمليًا من خلال إنشاء المدارس والتعاونيات الزراعية والعيادات. ودخل الدين مرحلة جديدة من النشاط عندما صدرت رسالة بيت العدل الأعظم بتاريخ 20 أكتوبر 1983. وحث البهائيين على البحث عن طرق متوافقة مع التعاليم البهائية، والتي يمكنهم من خلالها المشاركة في التنمية الاجتماعية والاقتصادية للمجتمعات التي يعيشون فيها. في عام 1979، كان هناك 129 مشروعًا بهائيًا للتنمية الاجتماعية والاقتصادية معترفًا بها رسميًا في جميع أنحاء العالم. وبحلول عام 1987، ارتفع عدد مشاريع التنمية المعترف بها رسميا إلى 1482 مشروعا. اجتمع ممثلو الجمعيات الوطنية في غامبيا وموريتانيا والسنغال في عام 1983 في مؤتمر إقليمي في داكار إلى جانب البهائيين الآخرين واستمعوا إلى محادثات تتراوح من المعارضة للدين إلى دور المرأة في المجتمع. وفي الوقت نفسه، ساعد البهائيون في السنغال المجتمع المجاور في جزر الرأس الأخضر في نشر الدين. في عامي 1983 و1984، قام بعض البهائيين الزائرين من سويسرا بجولة في العديد من بلدان غرب أفريقيا - في السنغال تمكنوا من مقابلة مسؤولين حكوميين ومجموعات مدنية نسائية و أُجريت مقابلات معهم على التلفزيون المحلي. في عام 1984 أقيمت عدة أنشطة - حيث أقيمت مدرسة الربيع، وعقدت لجنة المرأة البهائية مؤتمرًا للأطفال، وعقد مؤتمر إقليمي للشباب. في عام 1985 أُفتتحت مدارس تعليمية في قريتين. في عام 1989 سافر أحد المتخصصين البهائيين إلى جميع أنحاء البلاد لتقديم خدمات رعاية الأسنان. احتفلت الجماعة بالذكرى الخمسين لتأسيسها في عام 2003 ويقيم الجماعة اجتماعات صلاة مستمرة، وحلقات دراسية، ودروسًا للأطفال مفتوحة للجمهور. هناك أيضًا مشاريع SED التي تتطلع إلى تطوير المهارات القابلة للتسويق. وكان البهائيون من السنغال من بين الحاضرين في المؤتمر الإقليمي في أبيدجان الذي دعا إليه بيت العدل الأعظم في عام 2008.

### التركيبة السكانية
في عام 2003 أفاد البهائيون أن المجتمع البهائي في السنغال يتألف بشكل أساسي من السنغاليين المنتشرين في حوالي 300 موقع في جميع أنحاء البلاد، حيث أن الغالبية العظمى منهم من السنغاليين الأصليين. يعيش البهائيون في 382 منطقة في السنغال، وهناك 34 جمعية روحية محلية. تتضمن مشاريع التنمية الاجتماعية والاقتصادية فصولاً دراسية للمراهقين الصغار. في عام 2001، قدرت منظمة Operation World عدد سكان البهائيين بنحو 19000 نسمة، وينمو بمعدل يزيد عن 8% سنويًا. قدرت جمعية أرشيفات بيانات الأديان عدد سكان البهائيين السنغاليين في عام 2005 بنحو 24700 نسمة.

## روابط خارجية
- الموقع الرسمي للجمعية الروحية الوطنية للبهائيين في السنغال